# Wortwerk
Wortwerk ist eine in Erlangen im Jahr 2000 gegründete Autorengruppe und Schreibwerkstatt mit derzeit Treffen in Nürnberg (zweimal monatlich) und Erlangen (alle zwei Wochen). Mit Christian Schloyer (Initiator der Gruppe) stellt die Gruppe neben anderen Preisträgern den Open-Mike-Gewinner 2004 und Leonce-und-Lena-Preisträger 2007 sowie einen Stipendiaten des Klagenfurter Literaturkurses.
Wortwerk arbeitet mit Autorengruppen in München, Frankfurt am Main und Berlin zusammen. Lesungen gab es unter anderem beim Erlanger Poetenfest und auf der Darmstädter Lesebühne von Kurt Drawert.